# Coburg

Coburg este un oraș în regiunea administrativă Franconia Superioară, landul Bavaria, Germania. Coburg are statut de district urban, este deci un oraș-district.

## Stema
Pe stemă apare capul Sf. Mauritius, protectorul spiritual al orașului. A apărut pe stemă în secolul al XVI-lea, dar era cunoscut deja ca simbol al orașului și bătut pe monede încă din secolul al XIV-lea.

## Monumente
- Moritzkirche din Coburg

## Galerie de imagini

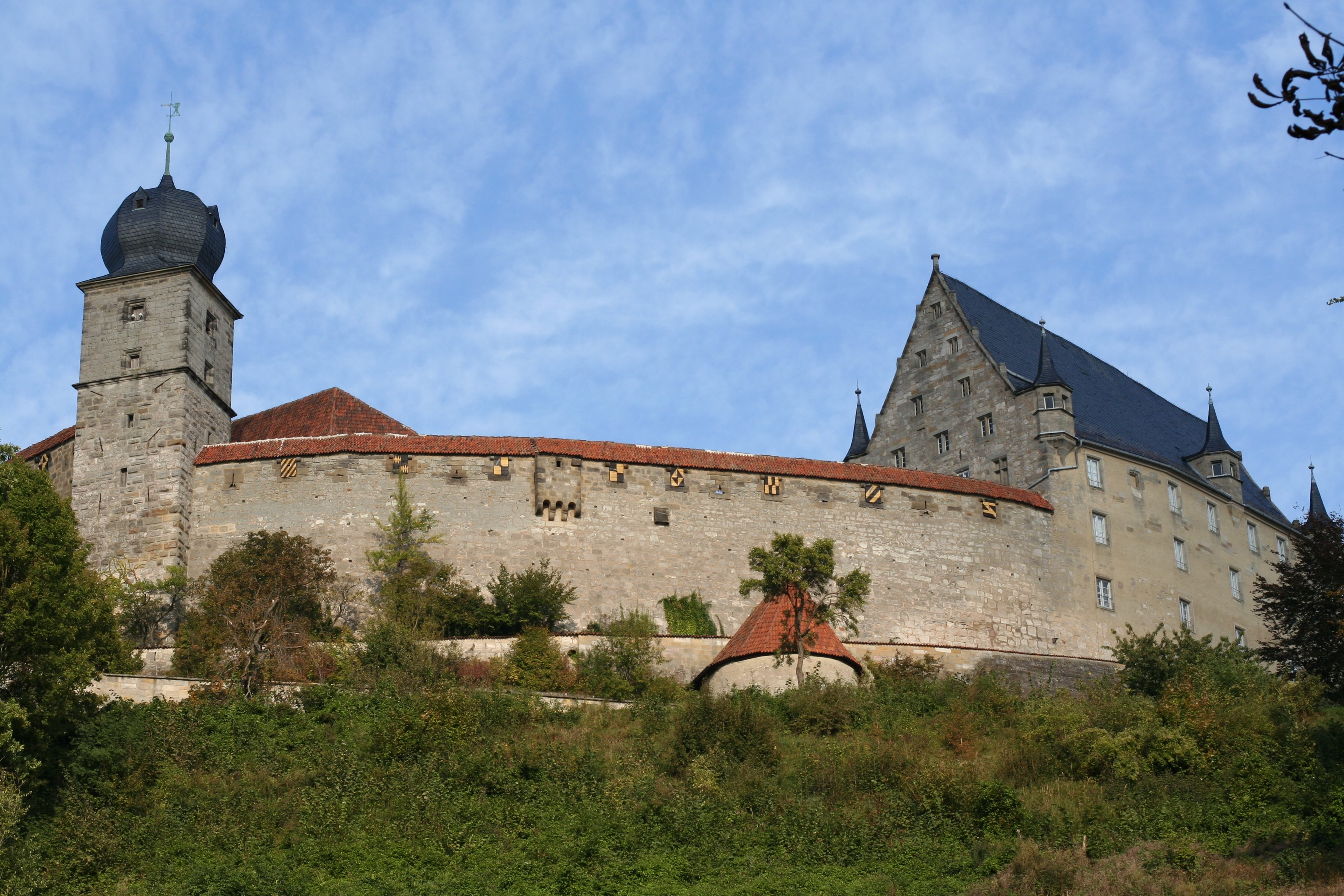
Cetatea Veste
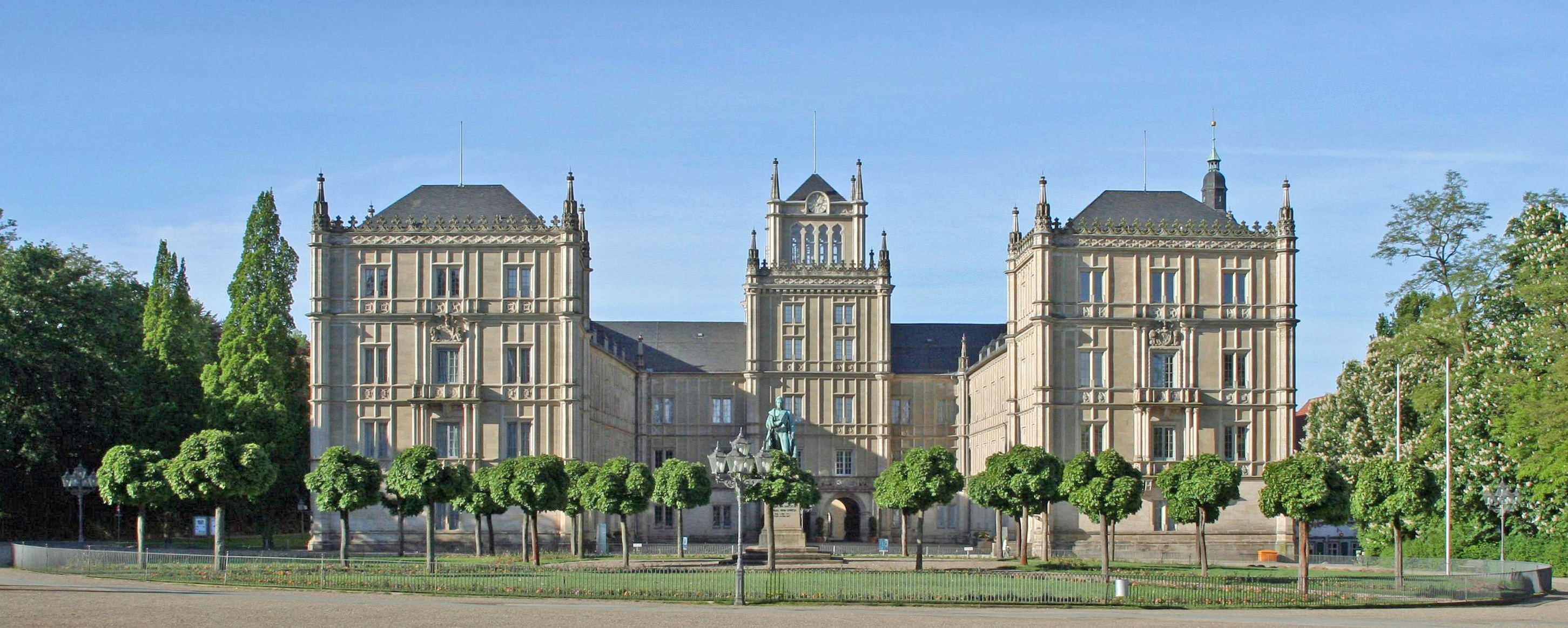
Castelul Ehrenburg
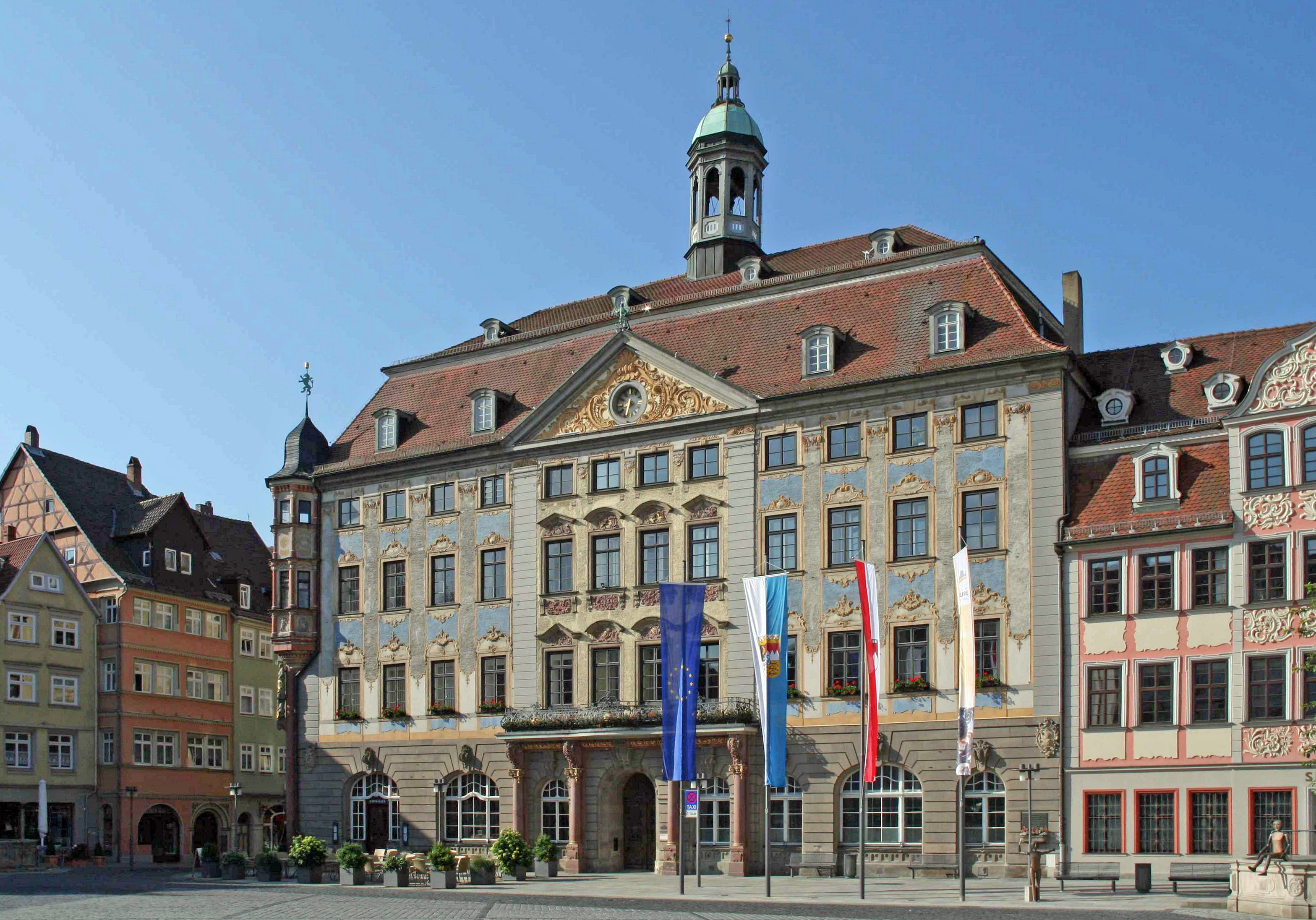
Rathaus (Primăria)
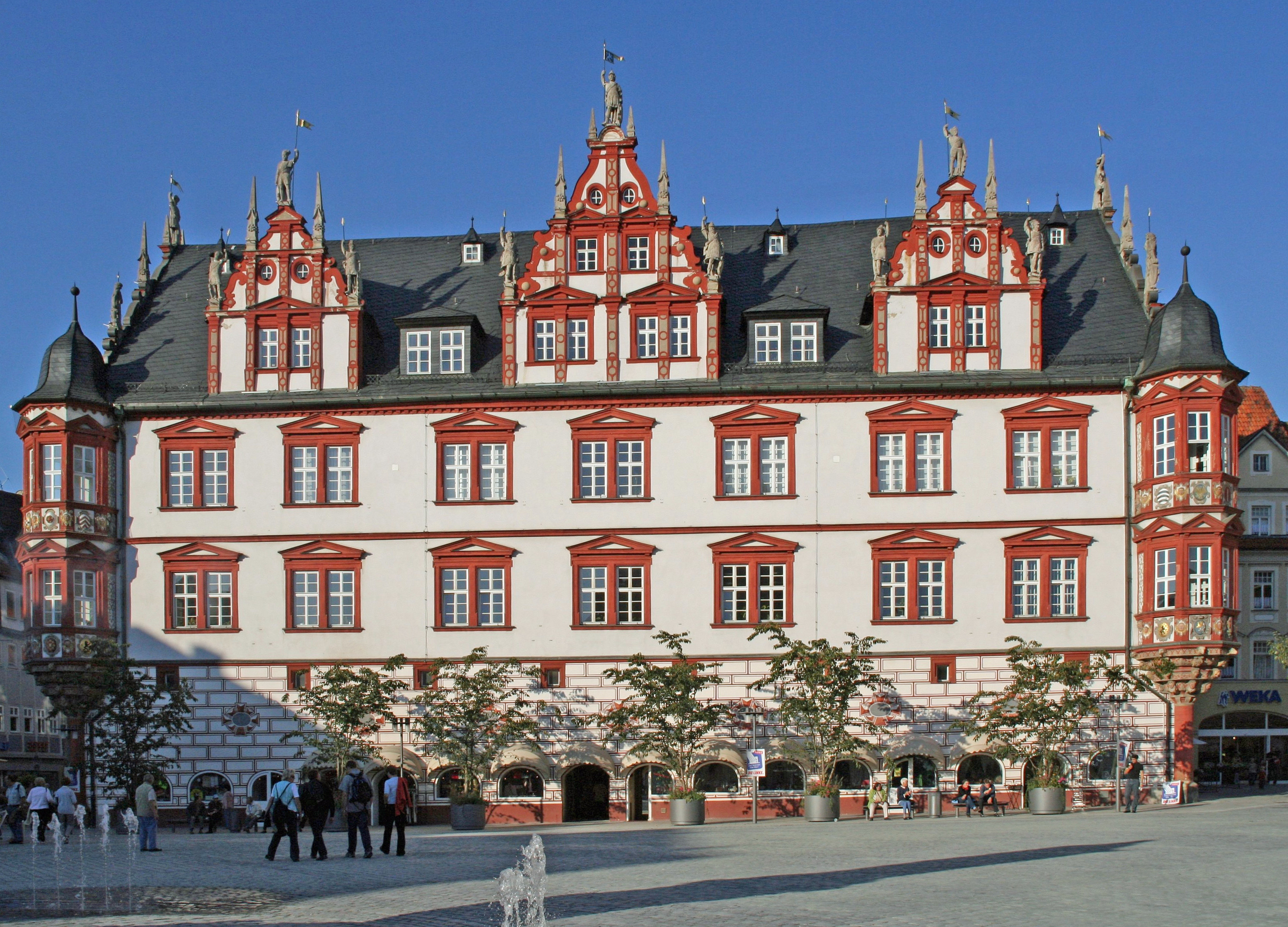
Stadthaus